# Нантюа (округ)
Нантюа (фр. Nantua) — округ (фр. Arrondissement) во Франции, один из округов в регионе Рона-Альпы. Департамент округа — Эн. Супрефектура — Нантюа.
Население округа на 2006 год составляло 84 159 человек. Плотность населения составляет 91 чел./км². Площадь округа составляет всего 924 км².

## Состав
В округ составляют семь кантонов:
- Бельгард-сюр-Валзерин
- Брено
- Изернор
- Нантюа
- Понсен
- Северная Ойонна
- Южная Ойонна